# 將軍 (國際象棋)
|   | a                                             | b                                             | c                                             | d                                             | e                                             | f                                             | g                                             | h                                             |   |
| 8 | c6 black king · c2 white rook · e1 white king | c6 black king · c2 white rook · e1 white king | c6 black king · c2 white rook · e1 white king | c6 black king · c2 white rook · e1 white king | c6 black king · c2 white rook · e1 white king | c6 black king · c2 white rook · e1 white king | c6 black king · c2 white rook · e1 white king | c6 black king · c2 white rook · e1 white king | 8 |
| 7 | c6 black king · c2 white rook · e1 white king | c6 black king · c2 white rook · e1 white king | c6 black king · c2 white rook · e1 white king | c6 black king · c2 white rook · e1 white king | c6 black king · c2 white rook · e1 white king | c6 black king · c2 white rook · e1 white king | c6 black king · c2 white rook · e1 white king | c6 black king · c2 white rook · e1 white king | 7 |
| 6 | c6 black king · c2 white rook · e1 white king | c6 black king · c2 white rook · e1 white king | c6 black king · c2 white rook · e1 white king | c6 black king · c2 white rook · e1 white king | c6 black king · c2 white rook · e1 white king | c6 black king · c2 white rook · e1 white king | c6 black king · c2 white rook · e1 white king | c6 black king · c2 white rook · e1 white king | 6 |
| 5 | c6 black king · c2 white rook · e1 white king | c6 black king · c2 white rook · e1 white king | c6 black king · c2 white rook · e1 white king | c6 black king · c2 white rook · e1 white king | c6 black king · c2 white rook · e1 white king | c6 black king · c2 white rook · e1 white king | c6 black king · c2 white rook · e1 white king | c6 black king · c2 white rook · e1 white king | 5 |
| 4 | c6 black king · c2 white rook · e1 white king | c6 black king · c2 white rook · e1 white king | c6 black king · c2 white rook · e1 white king | c6 black king · c2 white rook · e1 white king | c6 black king · c2 white rook · e1 white king | c6 black king · c2 white rook · e1 white king | c6 black king · c2 white rook · e1 white king | c6 black king · c2 white rook · e1 white king | 4 |
| 3 | c6 black king · c2 white rook · e1 white king | c6 black king · c2 white rook · e1 white king | c6 black king · c2 white rook · e1 white king | c6 black king · c2 white rook · e1 white king | c6 black king · c2 white rook · e1 white king | c6 black king · c2 white rook · e1 white king | c6 black king · c2 white rook · e1 white king | c6 black king · c2 white rook · e1 white king | 3 |
| 2 | c6 black king · c2 white rook · e1 white king | c6 black king · c2 white rook · e1 white king | c6 black king · c2 white rook · e1 white king | c6 black king · c2 white rook · e1 white king | c6 black king · c2 white rook · e1 white king | c6 black king · c2 white rook · e1 white king | c6 black king · c2 white rook · e1 white king | c6 black king · c2 white rook · e1 white king | 2 |
| 1 | c6 black king · c2 white rook · e1 white king | c6 black king · c2 white rook · e1 white king | c6 black king · c2 white rook · e1 white king | c6 black king · c2 white rook · e1 white king | c6 black king · c2 white rook · e1 white king | c6 black king · c2 white rook · e1 white king | c6 black king · c2 white rook · e1 white king | c6 black king · c2 white rook · e1 white king | 1 |
|   | a                                             | b                                             | c                                             | d                                             | e                                             | f                                             | g                                             | h                                             |   |

國際象棋中的將軍（英语：check）是指一方的王受到另一方棋子的威脅，下一步就要被吃子的情形。被將軍的一方需要化解被將軍的情形，例如在王和威脅要將軍的棋子之間堵塞一個棋子（讓王不會在下一步被吃子）、用其他的棋子將威脅要將軍的棋子吃掉、或是將王移到不會被將軍的位置。若此方無法化解被將軍的情形，國王即被將死（checkmate），棋局即告負。

## 簡介
將軍是移動棋子之後，使對方的王受到至少一個棋子威脅的情形。若被將軍的一方無法化解被將軍的情形，國王即被將死（checkmate），棋局即告負。
在標準國際象棋規則中，下棋者不能在移動其他棋子後，使己方的王處在受威脅的狀態。若已被將軍，下棋者可以將王移動到其他位置、設法吃掉要將軍的棋子、或是在王和威脅要將軍的棋子之間堵塞其他棋子，使其無法吃子。國王無法直接將軍對方的國王，因為此舉也會讓這一個國王處在被對方的王將軍的情境下。
有一種情形是在移動國王後，使對方的國王處於被其他的棋子將軍的情形，這稱為閃將。
在非正式的比賽中，若將軍了對方的國王，可以說「將軍」（check）。不過在正式比賽中不建議說「將軍」（check）提醒對方。
在快棋中，移動自己的國王使其被將軍，或是讓自己的國王留在會被將軍的位置，都有可能立刻輸掉比賽，詳細情形視規則而定。

## 如何化解被將軍的情形
一方將將軍時，最多有三種方式可以在下一步化解此一情形：
1. 吃掉威脅國王的棋子，可能是用國王吃掉，或是用其他的子吃掉。若國王可以吃掉這個棋子，但這個棋子有被其他棋子保護（國王吃掉此棋子後，下一步仍會被將軍），國王就不可以直接吃掉此一棋子。同樣的，若己方的棋子已和王栓連（英语：Pin (chess)），移動此一棋子會讓王下一步就被將軍，也不能用這個棋子吃掉威脅國王的棋子。
2. 將國王移到鄰近不會被將軍的位置。若國王已被將軍，下一步不能入堡。若其他的棋子沒有受到保護，王也可以吃掉其他的棋子，同時移到不會被將軍的位置。
3. 用其他棋子堵塞。堵塞（英语：Block (chess)）只適用於威脅王的棋子是皇后、城堡、或主教，而且此一棋子和王之間至少還有一個空格的情形。堵塞就是將其他棋子移到王和威脅王的棋子之間，使威脅王的棋子不會下一步被將軍（而此一棋子也就和王栓連（英语：Pin (chess)），若移動此一棋子可能又讓王被將軍）[3]。

以第一圖的情形，白方有三種方法可以化解被將軍的情形。
1. 用馬吃掉威脅王的棋子，走法是Nxa2。
2. 將王移到其他不受威脅的鄰近位置（有標示"x"），走法是Kd6, Ke5或Ke7。
3. 用其他棋子堵塞，走法是Rc4或Nd5。

若王被雙將（被二個棋子將軍），下一步需設法讓這些棋子都無法吃掉王。此時無法在下一步吃掉所有威脅王的棋子，也無法下一步堵塞這二個棋子吃掉王的路徑，因此只能將王移到其他不會被威脅的位置。而王可以吃掉威脅王的棋子（或其他棋子），讓王不會被將軍。
若找不到任何一種方式來化解國王被將軍的情形，則王被將死，比賽結束，王被將死的一方輸棋。

## 將軍的種類
最簡單的將軍就是直接用己方的子攻擊國王，這也是最常見的方式。不過將軍也常常是其他戰術的一部份，例如捉雙、串擊，或是由其他棋子進行的閃將。有些情形下，將軍會是一方防禦對方戰術的方式。
也有一些比較特別的將軍方式：
- 閃將（英语：discovered check）：是指己方的棋子在其他己方棋子攻擊對方國王的攻擊線上，將攻擊線上的棋子移開，讓要攻擊國王的棋子（可以是皇后、城堡及主教）可以將軍。從攻擊線上移開的棋子也可能用其他方式進行攻擊國王。閃將本身可能就是策略，因為攻擊線上移開的棋子可能會威脅其他棋子，甚至也可以攻擊國王。對手需處理閃將的威脅，可能無法處理移開的棋子對其他棋子的威脅。
- 雙將（英语：Double check）：雙將是指在一步之後有二個棋子同時可以將軍。這會發生在移動一個棋子進行將軍，同時也讓另一個棋子閃將。偶爾也會因為吃過路兵造成二行的攻擊線同時開放，因此造成雙將，但這非常少見。在代數記譜法中，雙將有時會用標示++代代替一般的+，不過++也會和#併用，表示將死[5]。雙將因為有二個攻擊線，無法用堵塞來化解，也無法用其他子吃掉威脅國王棋子的方式處理（但國王可以吃掉其中一個子，同時離開被將軍的位置）。
- 連將（英语：Cross-check）：當被將軍的一方除了讓自己的國王不被將軍外，也將軍另一方的國王作為回應，即為連將。

## 提示將軍以及標示
一直到20世紀初期，在要將軍另一方時應該都還要說「將軍」（check）提示對方，也有一些規則要求要這麼做(Hooper & Whyld 1992，第74頁)。現在在非正式的西洋棋中還是如此，但在正式西洋棋規則中無此要求，而且正式比賽多半不會提示(Just & Burg 2003，第28頁)。 
在代數記譜法中，將軍和其他棋子的記錄方式類似，不過會在後面加上+。

### 歷史上的提示法
較少見的（而且已廢止了），在攻擊對方皇后時會提示garde，這在19世紀廢除了(Hooper & Whyld 1992，第74頁)。下一個子有可能同時攻擊國王及皇后。在皇后採受目前的走法之前（約1495年），城堡是最強力的棋子。那時若下一個子同時攻擊國王及城堡，要用check-rook提示對方(Hooper & Whyld 1992，第75頁)。

## 在戰術及策略中的將軍
有時將軍對方對己方沒有好處，這種將軍稱為"useless check"，會讓對方取得先手，可以將國王移到較安全的位置(Hooper & Whyld 1992，第437頁)。例如1.e4 e6 2.d4 Bb4+? 對黑方沒有好處，反而在 3.c3! 之後，讓黑方失去先手機會。若持續將軍的目的只是為了要延後一個最終仍會出現的輸棋，這種將軍稱為"spite check"，可能會被認為沒有運動風度(Eade 2005，第65頁)。
不過許多時候，將軍對方在戰術上是有利的，或者是（攻擊或是防禦）戰術的一部份。將軍常用在和其他戰術的組合中，或只是強迫對方在會將軍的情形，因而獲取己方的利益。有些攻擊過程會包括數個將軍，讓對方（特別是國王）陷於不利的情境中。在強制組合下一個出人意外的將軍，或是有計劃的一連串將軍中，沒有注意到對方出現的連將，這可能會是过渡着，使計劃挫敗。
以下是一些將軍的情形：
- 為了避免輸掉比賽，因此反覆的將軍（希望用長將（英语：perpetual check）逼和）
- 皇家捉雙（騎士捉雙，要吃國王及皇后），或是捉雙，吃國王或其他的棋子。
- 將軍，以強迫換子（英语：Exchange (chess)）
- 雙將對手格外的不利，因為可以避免被將軍的方式更少，較有可能被將死，或是失去其他的棋子。
- 利用將軍強迫國王移動位置，之後就不能王車易位。
- 有時在移動棋子將軍的過程中，也會打開其他棋子的攻擊線。對方需化解較將軍的情形，可能無法同時處理另一子被吃掉（閃攻（英语：discovered attack））。
- 類似的情形，移動棋子形成閃將的過程，移動的這個棋子也可能會攻擊其他棋子，對方可能無法處理。
- 對方為了要讓國王不要被將死，移動其他棋子到國王前面，讓發起將軍的棋子可以吃到其他棋子（絕對栓連，絕對牽制）
- 國王被將軍可能讓國王無法保護其他的棋子（尤其是在西洋棋終局時，無法捕獲對方的兵）
- 國王被將軍也可能是陷阱，會失去其他的棋子。例如對手捉雙，其中一個是國王，後面會設法解救國王，不要被將軍，那另一個棋子接下來可能會被吃掉。

## 歷史
在早期Sanskrit棋（約西元500–700年）時，若國王被吃掉，則棋局就結束。波斯的版本（約西元 700–800年）加入了在將軍時要提醒對方的概念，這可以避免棋局中間就提早結束，或是讓棋局意外的結束。之後波斯的版本也加入了不能移動國王棋子使國王被將軍，也不能讓國王留在會被將軍的位置(Davidson 1949，第22頁).。
西洋棋中的check和chess都來自阿拉伯文，源自波斯语的「沙阿」（shāh），意思是「國王」或「
君主」（monarch）(Murray 2012，第159頁)。